# Kooyhaven
Kooyhaven is een binnenhaven en bedrijventerrein in het noordwesten van de gemeente Hollands Kroon. Het staat in verbinding met het Noordhollandsch Kanaal en ligt ten zuiden van de N99. Hoewel de haven in Hollands Kroon is gelegen staat het meer in verbinding met de gemeente Den Helder aangezien het tegenover bedrijventerrein Kooypunt ligt en het eigendom is van havenbedrijf Port of Den Helder.
Begin 2016 werd begonnen met de aanleg van de haven. Vanaf september 2016 staat de haven in verbinding met het Noordhollandsch Kanaal. Op 7 maart 2017 werd de haven officieel geopend. Een jaar later waren er nog geen bedrijven gevestigd omdat er problemen waren met de toegstane diepgang. De haven is aangelegd voor schepen met een diepgang van 4,5 meter, terwijl de toegang ernaartoe, het Noordhollandsch Kanaal, slechts geschikt is voor schepen met een diepgang tot 3,3 meter. Op 4 december 2018 werden de problemen rond de Kooyhaven aangekaard in het televisieprogramma Kanniewaarzijn, dit gebeurde bij het onderdeel Weggegooid Geld.
Bij gebrek aan vestigende bedrijven werd het terrein vanaf 2020 gebruikt om tijdelijk silo's van onder andere een silobouwer uit 't Zand op te slaan. Een Texels bedrijf in getijde-energie gebruikt de haven als uitvalsbasis voor de lancering en het proefdraaien van hun installaties. Port of Den Helder heeft het plan een elektrolyser in de haven te bouwen voor het opwekken van groene waterstof.